# Campionati europei di ciclocross 2012
I Campionati europei di ciclocross 2012, decima edizione della competizione, si disputarono a Ipswich, in Regno Unito, il 3 novembre 2012.

## Medagliere
| Pos.   | Nazione     | Oro | Argento | Bronzo | Totale |
| ------ | ----------- | --- | ------- | ------ | ------ |
| 1      | Paesi Bassi | 2   | 2       | 0      | 4      |
| 2      | Regno Unito | 1   | 0       | 1      | 2      |
| 3      | Francia     | 0   | 1       | 1      | 2      |
| 4      | Belgio      | 0   | 0       | 1      | 1      |
| Totale | Totale      | 3   | 3       | 3      | 9      |

## Sommario degli eventi
| Eventi            | Oro                              | Argento                       | Bronzo                     |
| Uomini            |                                  |                               |                            |
| Under-23 dettagli | Mike Teunissen Paesi Bassi       | Corné van Kessel Paesi Bassi  | Julian Alaphilippe Francia |
| Junior dettagli   | Mathieu van der Poel Paesi Bassi | Clément Russo Francia         | Yannick Peeters Belgio     |
| Donne             |                                  |                               |                            |
| Elite dettagli    | Helen Wyman Regno Unito          | Sanne van Paassen Paesi Bassi | Nikki Harris Regno Unito   |